# Pierre Assié
Pierre Assié (né le 25 septembre 1896 à Rodez et mort le 18 novembre 1985 à Poissy) est un ingénieur français, grand-croix de la Légion d'honneur en 1952.

## Études et carrière
Il est ingénieur civil de l'École des mines de Paris (promotion 1919), et fait carrière dans la sidérurgie de 1933 à 1961.

## Distinctions
- Grand-croix de la Légion d'honneur par décret du 13 juillet 1952 ; fait chevalier à titre militaire en 1918, promu officier en 1935, puis commandeur en 1946 pour services de guerre exceptionnels au titre de la Résistance, élevé à la dignité de Grand-officier en 1947 ;
- Croix de guerre 1914–1918 ;
- Croix de guerre 1939–1945 ;
- Insigne des blessés militaires (six fois blessé pendant la Première Guerre mondiale) ;
- Autres décorations françaises et étrangères.